# Молодёжная ассоциация финно-угорских народов
Молодёжная ассоциация финно-угорских народов (МАФУН) — международное объединение молодёжных организаций финно-угорских и самодийских народов.

## Общие сведения
Ассоциация основана в 1990 году. Президент МАФУН — Кяби Суви (Эстония).
Молодёжная ассоциация финно-угорских народов объединяет финно-угорскую молодёжь более чем из 35 национальных организаций. Одной из основных задач МАФУН является сближение и организация сотрудничества финно-угорской молодёжи из Венгрии, Российской Федерации, Финляндии и Эстонии.

## Цели и направления деятельности
Основными целями Ассоциации согласно уставу являются:
- сближение и сотрудничество молодёжи финно-угорских народов;
- создание условий для самореализации и содействие росту национального самосознания финно-угорской молодёжи;
- участие в выработке и реализации государственных программ, разработке законопроектов и других нормативных правовых актов, направленных на сохранение и развитие финно-угорских народов, защиту прав коренных народов;
- защита политических, социально-экономических и других прав финно-угорских народов;
- сохранение, возрождение и пропаганда традиционных духовных и культурных ценностей финно-угорских народов как части мировой культуры.

Основные направления деятельности Ассоциации:
- содействие организациям-членам Ассоциации в реализации собственных программ;
- содействие в создании молодёжных организаций, объединений, союзов молодёжи финно-угорских народов;
- сотрудничество с общественными организациями, с государственными структурами;
- воспитание национальных кадров;
- обмен и распространение информации о деятельности Ассоциации.

Ассоциация в качестве наблюдателя принимает участие в работе Международного Консультативного комитета финно-угорских народов (координирующего органа Всемирного конгресса финно-угорских народов).

## Управление, руководство, мероприятия
Согласно Уставу, органами управления МАФУН являются Конгресс, Правление и Председатель Правления (Президент) Ассоциации. Другими органами ассоциации являются Совет Старейшин, рабочие проектные группы.
МАФУН состоит из организаций-членов Ассоциации, принятых на Конгрессе в установленном порядке. Для координации деятельности организации-члены Ассоциации, в пределах своих регионов и стран, по решению Конгресса могут создавать Координационные центры. Координационные центры могут образовываться на территории компактного проживания финно-угорских и самодийских (уральских) народов Российской Федерации, а также в Венгрии, Финляндии и Эстонии.
Высшим органом управления является Конгресс.
Общее руководство деятельностью Правления Ассоциации осуществляет Председатель Правления (Президент) Молодёжной ассоциации финно-угорских народов, который избирается Конгрессом из числа членов Правления сроком на 2 года. Председателями Правления МАФУН избирались Александр Абдулов (Марий Эл, 1990), Светлана Смирнова (Удмуртия, 1993), Нина Нестерова (Коми, 1995), Яак Прозес (Эстония, 1997, 1999), Василий Петров (Марий Эл, 2003, 2005), Алексей Рассыхаев (Коми, 2007), Алексей Цыкарев (Карелия, 2009), Василий Немечкин (Мордовия, 2011), Сампса Холопайнен (2013), Кяби Суви (2015).
МАФУН развивает и реализует международные и межрегиональные проекты: «Мастерская будущего финно-угорской молодёжи», «Межрегиональный лагерь-семинар для молодых финно-угорских семей», реализует издательские проекты, проводит обучающие семинары.
МАФУН является соорганизатором Международной конференции финно-угорских студентов IFUSCO (International Finno-Ugric Student Conference), которая является молодёжным аналогом международного конгресса финно-угроведов. Первая конференция IFUSCO была проведена в 1984 в городе Гёттинген (Германия). Ежегодно форум организовывался в различных странах Европы, впервые в России конференция прошла в 1999 году в Сыктывкаре. IFUSCO — это стартовая площадка для молодых учёных, где они могут познакомиться с исследованиями своих коллег. На конференции обсуждаются вопросы языкознания, литературоведения, политологии, юриспруденции, экономики, экологии и социологии.
Неизменна основная миссия МАФУН — сохранение языков и культур финно-угорских народов.
Данной цели служит учрежденный в 2009 г. в Кудымкаре «Международный социально-экономический форум финно-угорской молодёжи», в котором приняли участие десятки молодёжных организаций финно-угорских регионов Российской Федерации, Венгрии, Финляндии, Эстонии. Основной целью Форума является содействие распространению и практическому применению инновационных моделей социально-экономического развития финно-угорских народов. Основными организаторами Форума выступают: ПРОО «Роза ветров», АНО «Институт гражданской активности», МАФУН (Молодёжная ассоциация финно-угорских народов).
Ассоциация сотрудничает с организациями не только финно-угорских стран и регионов Российской Федерации. МАФУН принимает участие в Курултаях тюркской молодёжи, взаимодействует с Международным объединением тюркской молодёжи (МОТМ).
24—29 августа 2010 года в АТО Гагаузия (Республика Молдова) проводился Всемирный конгресс тюркских народов. По приглашению Международного объединения тюркской молодёжи (МОТМ) в Конгрессе приняла участие делегация Молодёжной ассоциации финно-угорских народов (МАФУН).
2010 год являлся юбилейным для МАФУН. В октябре 2010 г. Молодёжная ассоциация финно-угорских народов провела в Российском центре науки и культуры в Финляндии (зарубежном представительстве Россотрудничества) международный семинар «Между прошлым и будущим: 20 лет на благо языков и культуры», посвящённый 20-летнему юбилею организации. Более 40 гостей из финно-угорских регионов России, Финляндии, Эстонии приняли участие в дискуссии «Приоритеты развития молодёжного финно-угорского движения: язык и культура или социально-экономические блага?».
Знаковым событием для международной деятельности МАФУН стало участие в работе Постоянного форума ООН по вопросам коренных народов. Постоянный форум ООН по вопросам коренных народов был основан в соответствии с резолюцией 2000/22 Экономического и Социального Совета (ЭКОСОС) от 28 июля 2000 года. В этой резолюции форуму были даны полномочия «обсуждать вопросы коренных народов в рамках мандата Совета в том, что касается экономического и социального развития, культуры, окружающей среды, образования, здравоохранения и прав человека».
В работе Постоянного форума ООН по вопросам коренных народов (15-27 мая 2011 г., штаб-квартира ООН, г. Нью-Йорк, США) интересы финно-угорской молодёжи представляли А. В. Цыкарев и В. Н. Немечкин.
На X Сессии Постоянного форума ООН по вопросам коренных народов член Правления МАФУН от Мордовии Василий Немечкин выступил с докладом о реализации прав финно-угорских народов.
На заседании Экспертного механизма ООН по вопросам коренных народов (13 июля 2011 г., г. Женева, Швейцария) с докладом, посвящённым реализации Декларации ООН о правах коренных народов, выступил Алексей Цыкарев.
За время своего существования Молодёжная ассоциация финно-угорских народов (МАФУН) внесла вклад в укрепление сотрудничества финно-угорской молодёжи, в дело сохранения родных языков и культуры. Её участники научились находить точки конструктивного сотрудничества в сфере общественной дипломатии с различными международными организациями, государственными органами, неправительственными организациями, принося действительно немалую пользу финно-угорским народам.
В 2014 году объединение представило новый проект — Культурная столица финно-угорского мира.

## Конгрессы
Высшим органом управления Ассоциации является Конгресс, формируемый путём выборов делегатов от организаций-членов Ассоциации. Число делегатов от организаций-членов Ассоциации зависит от квот, установленных решением Правления МАФУН.
Конгресс МАФУН проходит в течение 3—4 дней и состоит из пленарных и секционных заседаний. Неотъемлемыми аспектами Конгресса являются знакомство с традициями и культурой титульного населения той страны или региона, где проходит мероприятие. Программа Конгресса предусматривает содействие финно-угорской молодёжи в осознании ценностей собственной культуры, в поиске новых путей развития родного языка, сохранения народных традиций в современных условиях.
IX Конгресс МАФУН состоялся 14—15 августа 2009 года в Петрозаводске.
X Конгресс МАФУН прошёл в Саранске в 2011 году в рамках Второго международного десятилетия коренных народов мира и подготовки к празднованию 1000-летия единения мордовского народа с народами Российского государства.
XI Конгресс МАФУН прошёл с 5 по 7 августа 2013 года в Хельсинки (Финляндия), в нём приняли участие более ста делегатов из Венгрии, России, Финляндии и Эстонии.

XII Конгресс МАФУН прошёл в эстонском городе Тарту с 29 июля по 1 августа 2015 года.